# 85 Pułk Piechoty (austro-węgierski)

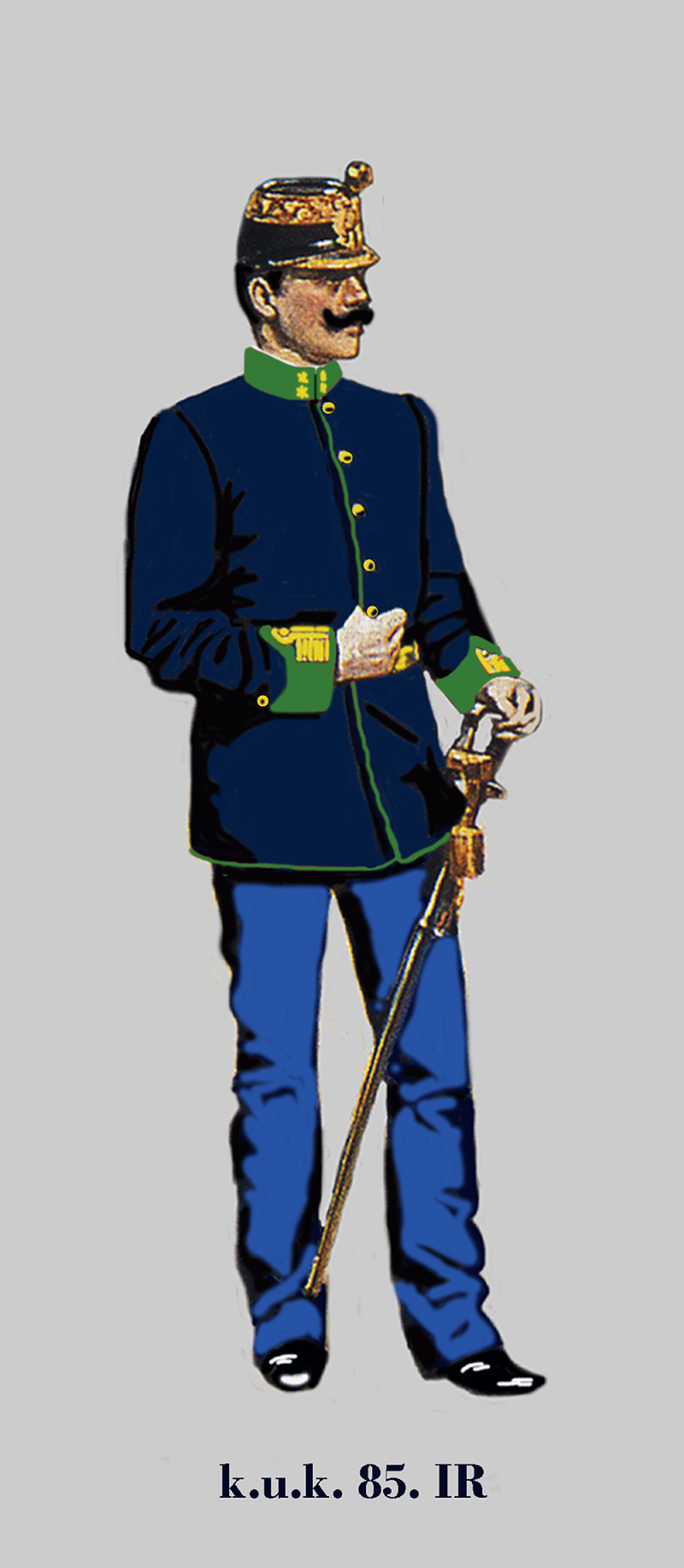
Porucznik IR. 85 w mundurze paradnym

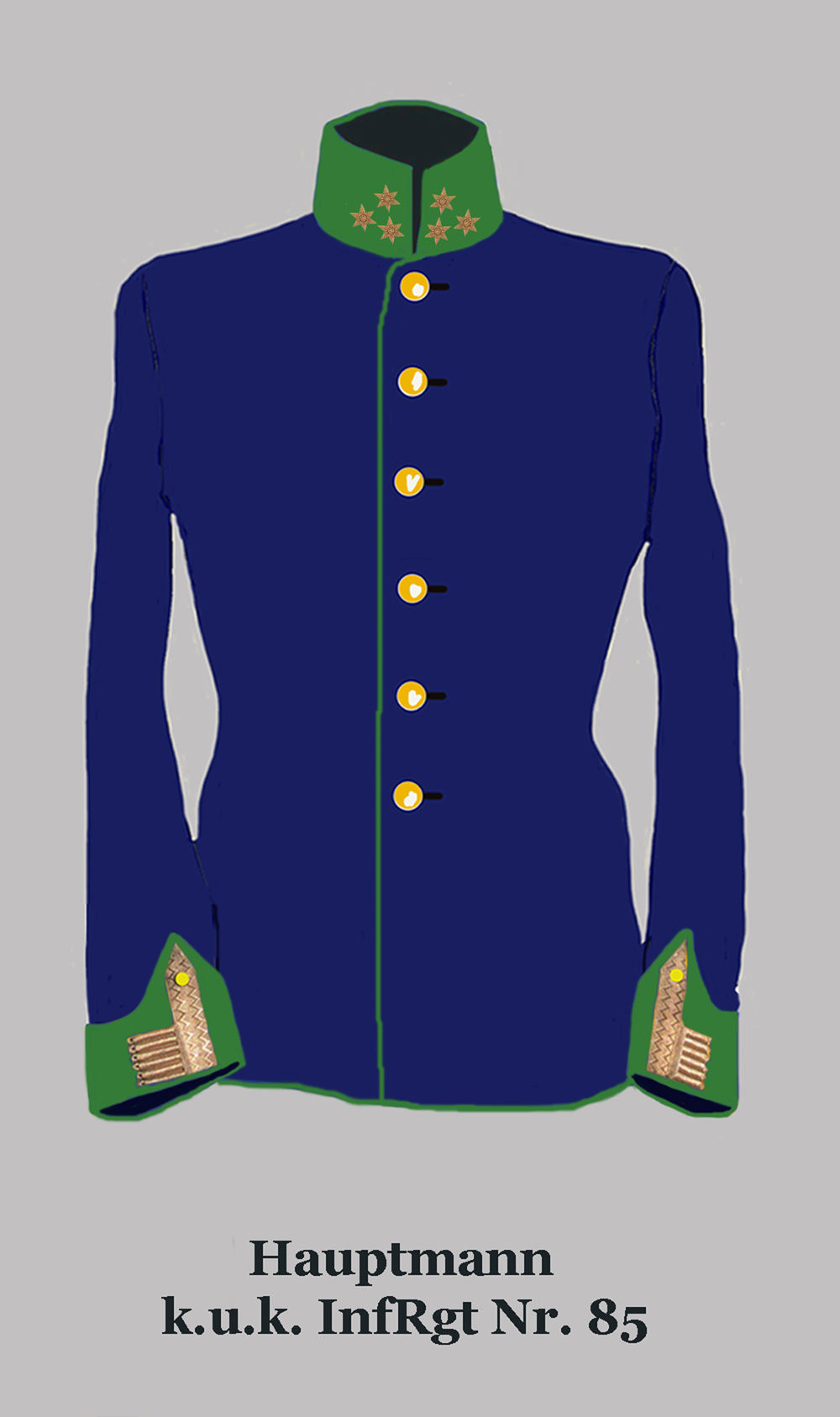
Kurtka munduru kapitana IR. 85

Węgierski Pułk Piechoty Nr 85 (IR. 85) – pułk piechoty cesarskiej i królewskiej Armii.

## Historia pułku
Pułk został utworzony 1 stycznia 1883 roku w Koszycach (węg. Kassa, niem. Kaschau) z połączenia czterech batalionów, które dotychczas wchodziły w skład pułków piechoty nr: 5, 34, 60 i 65. 
Okręg uzupełnień nr 85 Syhot Marmaroski (węg. Máramarossziget) na terytorium 6 Korpusu.
Kolejnymi szefami pułku byli: FZM Georg von Kees (1883 – †9 VII 1906) i generał kawalerii Joseph Gaudernak von Kis-Demeter (od 1906).
Kolory pułkowe: zielony (apfelgrün), guziki złote. 
Skład narodowościowy w 1914 roku 28% - Węgrzy, 33% - Rusini, 29% - Rumunii.
W 1893 roku komenda pułku razem z 1. i 4. batalionem została przeniesiona z Wiednia do Koszyc, a 3. batalion z Wiednia do Kalinovik, natomiast 2. batalion pozostał w Syhocie Marmaroskim. Pułk (bez 3. batalionu) został podporządkowany komendantowi 53 Brygady Piechoty należącej do 27 Dywizji Piechoty, a detaszowany 3. batalion wszedł w skład 7 Brygady Górskiej w Sarajewie należącej do 1 Dywizji Piechoty. W 1894 roku 2. batalion został przeniesiony do Koszyc, a do Syhotu Marmaroskiego skierowano 4. batalion. W 1896 roku komenda pułku razem z 1. i 2. batalionem została przeniesiona z Koszyc do Lewoczy (węg. Löcse, niem. Leutschau), 4. batalion pozostał w Syhocie Marmaroskim, a 3. batalion nadal był detaszowany w Kalinoviku. Równocześnie pułk został przeniesiony z 53 do 54 Brygady Piechoty należącej do tej samej dywizji. W następnym roku 3. batalion został przeniesiony z Kalinovika do Lewoczy. W 1898 roku 4. batalion został przeniesiony do Koszyc, a jego miejsce w Syhocie Marmaroskim zajął 2. batalion.
W latach 1898–1908 pułk stacjonował w Lewoczy z wyjątkiem 2. batalionu, który załogował w Syhocie Marmaroskim. W 1908 roku 3. batalion został detaszowany do Višegradu, a w 1913 roku do Rogaticy.
W latach 1896–1914 pułk wchodził w skład 54 Brygady Piechoty należącej do 27 Dywizji Piechoty, natomiast detaszowany 3. batalion od 1908 roku wchodził w skład 7 Brygady Górskiej należącej do 1 Dywizji Piechoty. 
W czasie I wojny światowej, od 26 sierpnia 1914 i na początku 1915 roku, pułk walczył z Rosjanami w Galicji. Żołnierze pułku są pochowani m.in. na cmentarzach wojennych: nr 71 Łosie, nr 145 Gromnik i w Pawłówce (gm. Rachanie). 3. batalion walczył na froncie bałkańskim w składzie 6 Armii.

## Żołnierze
Komendanci pułku
- płk Johann von Heimerich (1883[1] – 1887 → komendant 24 Brygady Piechoty[15])
- płk Eduard Pucherna (1887[16] – 1892 → komendant 5 Brygady Piechoty)
- płk Eduard von Pohl (1892 – 1895 → komendant 7 Brygady Górskiej[17])
- płk Emanuel Wawra (1895[18] – 1900 → komendant twierdzy Petrovaradin)
- płk Anton von Czech (1900 – 1904 → komendant 18 Brygady Piechoty)
- płk Friedrich Schneller von Mohrthal (1904 – 1907 → komendant 14 Brygady Piechoty)
- płk Daniel Materinga von Bánya (1907 – 13 XI 1911 → generał major, bez przydziału, 1 I 1913 przeniesiony w stan spoczynku)
- płk Oskar Bolberitz von Bleybach (1911 – 1914[2] → komendant 50 Brygady Piechoty)

Oficerowie
- kpt. Antoni Capiński
- por. Zbigniew Drzymuchowski
- por. Alexander Löhr